# 头花香薷
头花香薷（学名：Elsholtzia capituligera）为唇形科香薷属下的一个种。它也是高15-30厘米的小灌木。中國境內的云南西北部及四川西南部有這種物種分佈。

## 扩展阅读
- 維基物種上的相關：头花香薷